# Mentor (Mythologie)
Mentor (altgriechisch Μέντωρ Méntōr) ist eine Gestalt aus der griechischen Mythologie.
Er ist in Homers Odyssee der Sohn des Alkimos aus Ithaka. Als Odysseus  in den Trojanischen Krieg aufbricht, übergibt er seinen Sohn Telemachos und seinen Hausstand Mentor, seinem Freund und Altersgenossen. Mentor bringt während der Abwesenheit des Odysseus das Treiben der Freier in der Volksversammlung zur Sprache.
In die Gestalt Mentors schlüpft immer wieder die Göttin Athena, wenn sie ihrem Schützling Odysseus oder dessen Sohn mit Rat und Tat zur Seite stehen will. So begleitet sie Telemachos in Gestalt des Mentor zu Nestor nach Pylos, als er nach dem Verbleiben seines Vaters forscht, Odysseus selbst macht sie Mut und rüttelt an seiner Ehre, weil er vor dem Kampf mit den Freiern der Penelope zaudert. Im sich ergebenden Konflikt mit den Einwohnern Ithakas vermittelt sie als Mentor den Frieden.

## Grundlage für einen allgemeinen Begriff
Von der Rolle Mentors für Telemachos im homerischen Epos leitet sich der Begriff Mentor für einen älteren, klugen und wohlwollenden Berater eines jungen Menschen her.